# Różanieckie

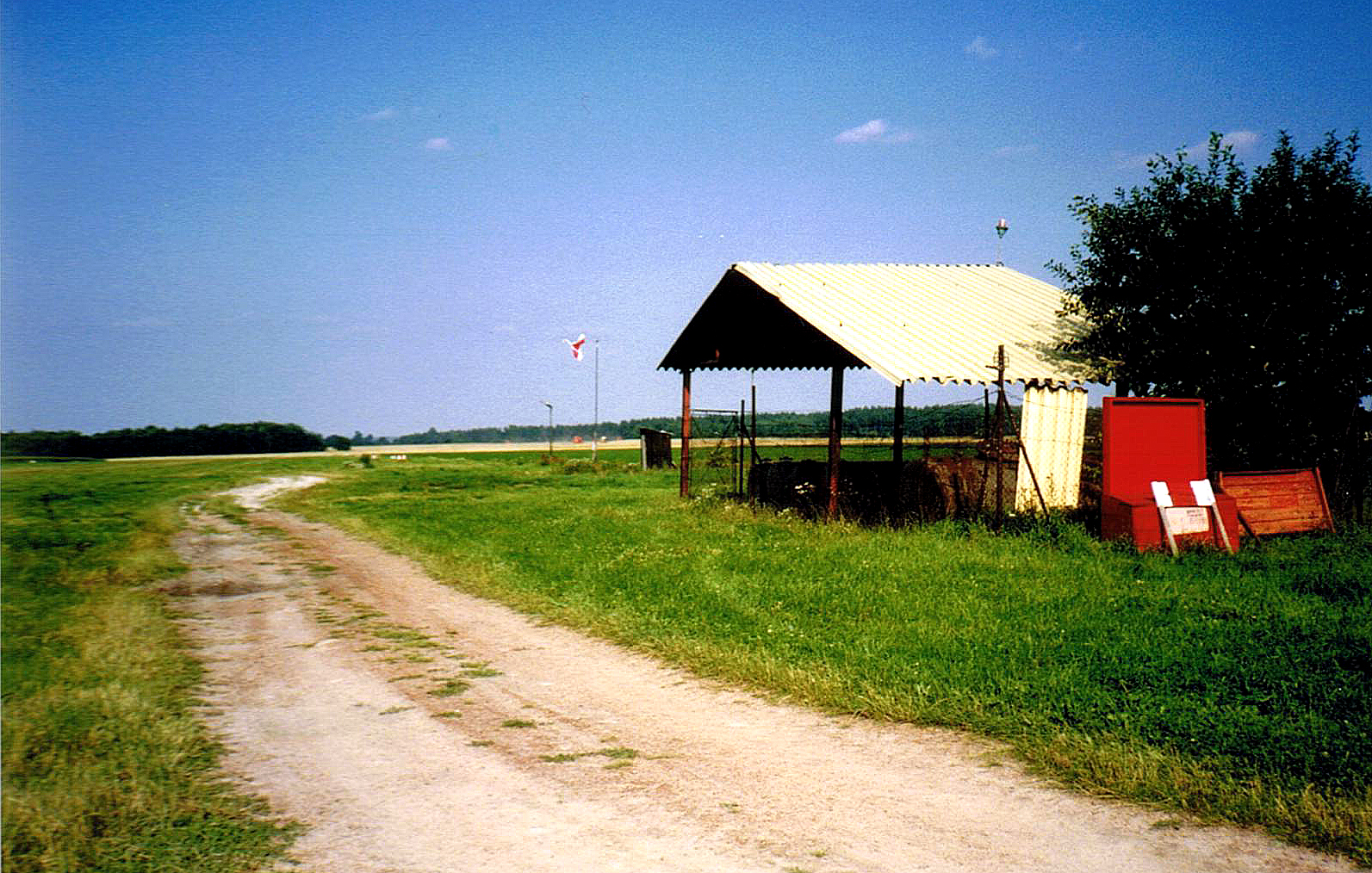
Dawne lotnisko

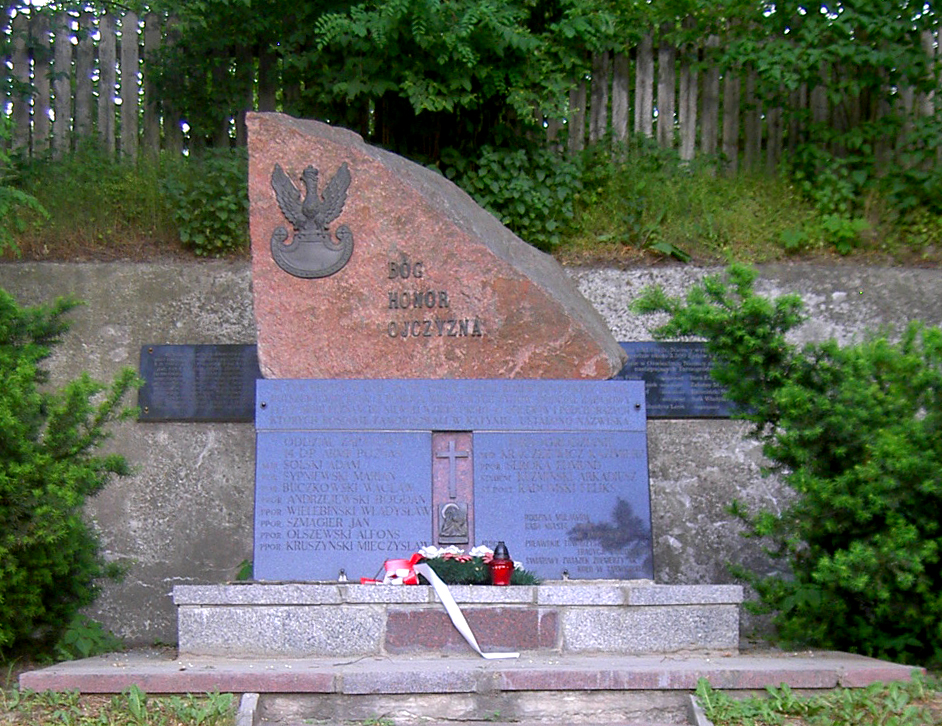
Pomnik w Bramie Korchowskiej

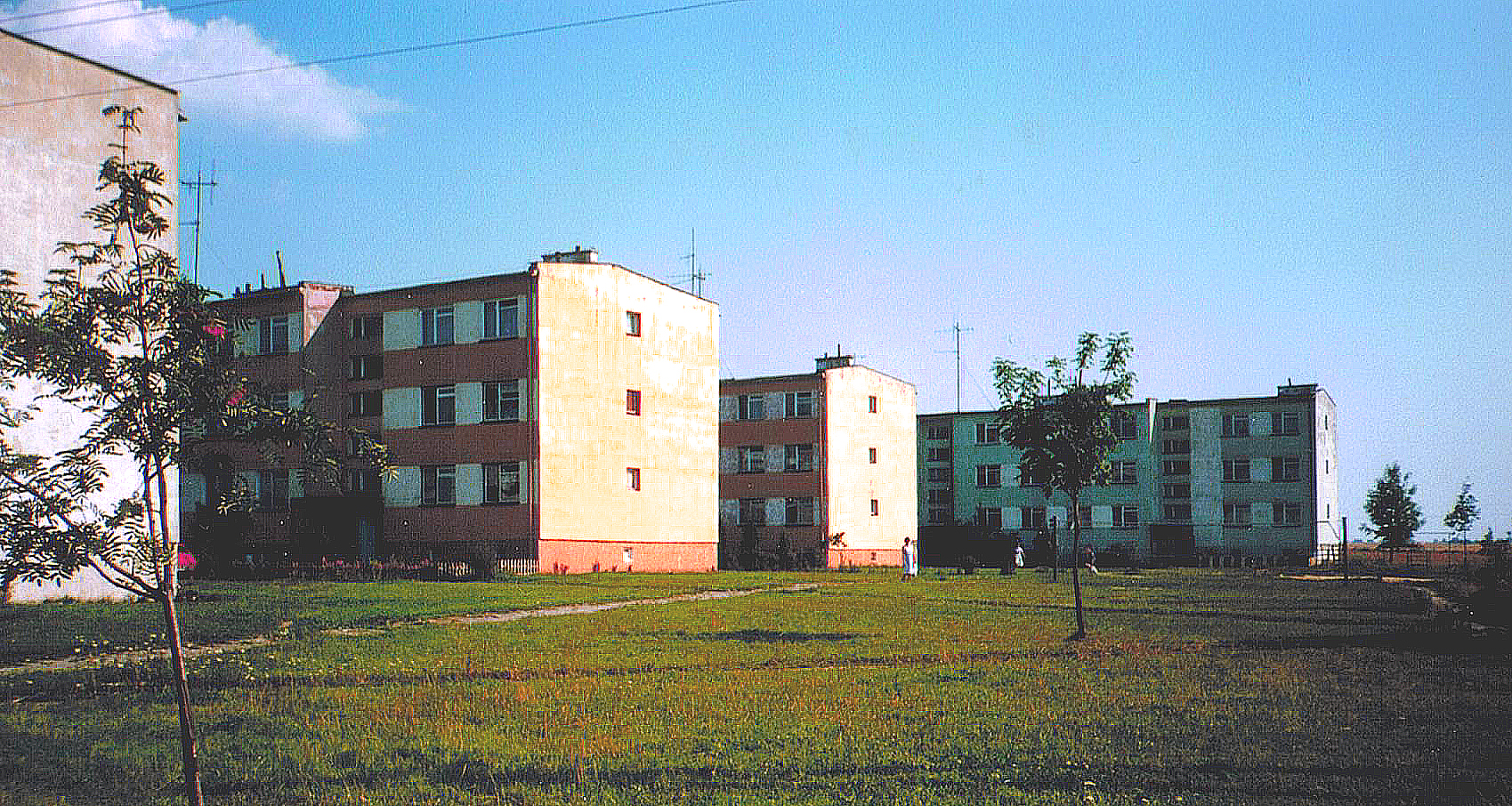
Dawny PGR

Różanieckie (dawniej Przedmieście Różanieckie) – część miasta Tarnogrodu, znajdująca się na wschodzie miasta. Jest to jedno z czterech przedmieść Tarnogrodu, a zarazem nazwa ulicy wiodącej ku wsi Różaniec (od niej nazwa).
Przedmieście Różanieckie to także jedna z pięciu dzielnic Tarnogrodu. Przewodniczącym Zarządu Dzielnicy w 2009 roku był Antoni Lembryk.
Dzielnica rozpościera się po obu stronach głównej drogi wojewódzkiej nr 863 (ul. Lubaczowska) oraz równoległej do niej ulicy Przedmieście Różanieckie, od której dzielnica bierze nazwę. Różanieckie ma charakter mieszkaniowy-przemysłowy. Znajduje się tutaj m.in. duże osiedle dawnego PGR-u, firma Tarmet (dawny Metalowiec) oraz część infrastruktury komunalnej. Główną zabudowę dzielnicy stanowią domy jednorodzinne i bloki mieszkalne. W specificznym południowo-wschodnim "szpicu" dzielnicy znajduje się teren dawnego tarnogrodzkiego lotniska.
Głównym zabytkiem Różanieckiego jest kirkut z XVII wieku. W Bramie Korchowskiej jest pomnik poświęcony żołnierzom polskim zamordowanym w Katyniu. W obrębie dzielnicy jest dużo zieleni a krajobraz peryferii dzielnicy dominują pola uprawne. Wypływa tu jedna ze strug źródłowych Nitki.
Ulice w obrębie dzielnicy to Brama Korchowska, Jasna, Jaśminowa, Krzywa, Lubaczowska, Podwale, Pogodna, Promyk, Różanieckie Przedmieście, Słoneczna, Spółdzielcza, Stroma i Wały Tarnogrodzkie.